# 伝統的河川工法
伝統的河川工法（でんとうてきかせんこうほう）とは日本において日本の河川特性に適応して使用されてきた、現在のようにコンクリート材の使用や機械化施工ができなかった時代に行われてきた河川工法の総称。

## 解説
伝統的河川工法は素材が地場木材や竹、石などに求め、施工は人力に頼っており、施工と自然素材が景観面にも自然環境面にも周囲の自然の現状に溶け込むため、水辺地形への対応性が高く、施工後の地盤変化への順応性も良いうえ生物生態系にも良い影響を与える等優れた点が多いため、90年代以降自然な形の水辺を造る工法として再評価がなされていく。
平成12年 (2000)1月 に出された河川審議会の答申によると、伝統的河川技術にはその技術を持っている「人」水害防備林や水制工等の施設としての「物」および言い伝えや祭り等として受け継がれている「知恵」が含まれる、としている。
現在では日本国内のみならず、海外の治水工事においても紹介され、日本の河川伝統工法を導入し、特に従来工法より低コストを実現している。

護岸・水制工などの「物」に関する伝統技術については、河川伝統工法研究会 (1995) 山本 (1996,1999) によってまとめられている。
また2000年代から河川伝統技術を洗い出し、伝統的河川工法の機能や有用性，安全性に関してこれらの技術を現代工法に融合・発展させるために最新の工学的知見や数値計算法，水理模型実験の結果に基づいて評価する試みがなされている。伝統的河川工法の施工にあたって問題となるのは材料の入手と施工技術者の確保である。材料は流域のなかから入手容易なものを選ぶべきであるが今日では困難なことも少なくない。また技術者の不足はコスト高となりがちである。伝統的河川工法の見直しはこれらを含めた総合的な検討にたって進められなければならない。

### 土木史研究の系譜
明治の土木分野で伝統技術の研究を過去の事象、つまり近世以前の土木の世界にいちはやく着目したのは、河川分野であった。この分野では、実務への応用を念頭においた伝統技術の記録、紹介が早くから行われている。
在野の研究者による初期の例として、近世に佐藤信季が著し、佐藤信淵が校した書を「隄防溝洫志」として明治9年に出版された農学所がある。校訂者は「百工新書」などの啓蒙書の執筆者として知られる宮嵜柳條である。また砂防の実務家だった宇野圓三郎は、熊沢蕃山が提唱実践した治山治水の考えや技法を踏まえ「治水本源砂防工大意」を執筆。近代に入ってからも国の土木職員も「堤防橋梁積方大概土木工要録」の中で、旧幕府から伝わる土木普請方の技術を整理し、後者ではそれを最新のオランダ河川技術と並列的に紹介している。これらの例に共通するのは、近世と近代の土木技術を連続的に捉える視点であった。
明治20年代になると、近代技術と伝統技術を対比的に捉える論考が出てくる。例えば、尾高惇忠の『治水新策」と西師意の「治水論」は日本の自然条件や、氾濫被害を軽減する土地利用の伝統を考慮せず西洋を範として専ら強固な堤防の建設に注力していた風潮に、警鐘を鳴らしている。漢学に優れた彼らの主張には伝統工法とも関連が深い中国治水史の知識が生かされているとの指摘もある。
その後、西洋化を推進する立場にあった内務技師の中にも、 日本の伝統技術に着する者が出てくる。例えば、利根川改修に携わり内務技監も務めた中川吉造、同じく利根川改修工事を経て東京出張所長となった真田秀吉である。特に真田は数理的則だけで河川は把握できず、個々の川の特性を踏まえた古今の工法に河川整備のヒントがあると考え、 日本の伝統工法を集成した『日本水制工論』を出版し、その成果は「明治以前日本土木史」の編纂にも生かされている。無批判な西洋化に対する疑問から湧き上がる伝統・歴史に対する関心がこの系譜を形づくってきた。この問題意識は第二次大戦後の河川計画史研究へも継承されていく。

## 工法の例
伝統的河川工法を整理すると次のようなものがある。

### のり覆工
- 芝付工 - のり面に張り芝、植え芝する
- 総芝張 - 碁目張等がある
- 柳枝工 - 柳枝の元口を上流に向けて敷き、杭打のうえ柵を造り、そ中に土砂を詰める。栗石、玉を詰めると栗石そだ工となる
- 蛇篭工 - 竹蛇篭・柳蛇篭・鉄線蛇篭等水平に並べる腹篭、縦に並べる立篭がある[12]

伝統的河川工法のなかでも柳枝工はヤナギが繁茂すると自然植生となってしまうので このような技術が使われたことすらわからなくなってしまう事例が多い。石と石の間に伸びたヤナギの根はやがて背後の地盤にまで伸びて石を抱き込み、強く結び付けるとともにヤナギの枝葉はしなやかなため洪水の際には粗度係数を増加させることとなり流速を弱めたり、のり面の土砂の流出を防ぐことができる。
- ヤナギが繁茂すると小さな森が造られるため鳥類や昆虫類魚類の生息環境ともなり、なかでもヤナギの樹陰は魚類の巣づくりに有効であるといわれる。
- 柳枝エには杭木・ヤナギ杭木柵そだが必要であり、柵の間には雑石が詰められる。
- 杭木は元口3ないし4cmで長さ90cm程度の広葉樹が使用される。
- ヤナギ杭木は元口2cm程度長さ60cm程度のカワヤナギ、ネコヤナギがよく用いられる。またヤナギそだには杭木と同じ種類の樹木の長さ3m以上の枝が必要となる。
- 施工の手順はのりごしらえ・杭打ち・柵そだ施工・柳枝杭打ち・雑石の詰め石・石の整形の順になる。
- ヤナギは春先になると発芽し順調にいけばその年の夏には50cm程度に成長し 5年も経過すれば3m程度にも伸長する。
- 繁茂し過ぎると川の断面が少なくなるため刈り取りが必要になることがある。

### のリ留工
- 土台工 - のり覆工の重量を支持し滑止めする杭木柵
- 柵工 - 竹柵・そだ柵・板柵等
- 枠工 - 木材で組んだ枠を水平材で結し、枠内に玉石を詰める
- 詰杭工 - 親杭の間に詰杭を打ち、頭を連結して裏に砂利、栗石を詰める

### 根固工

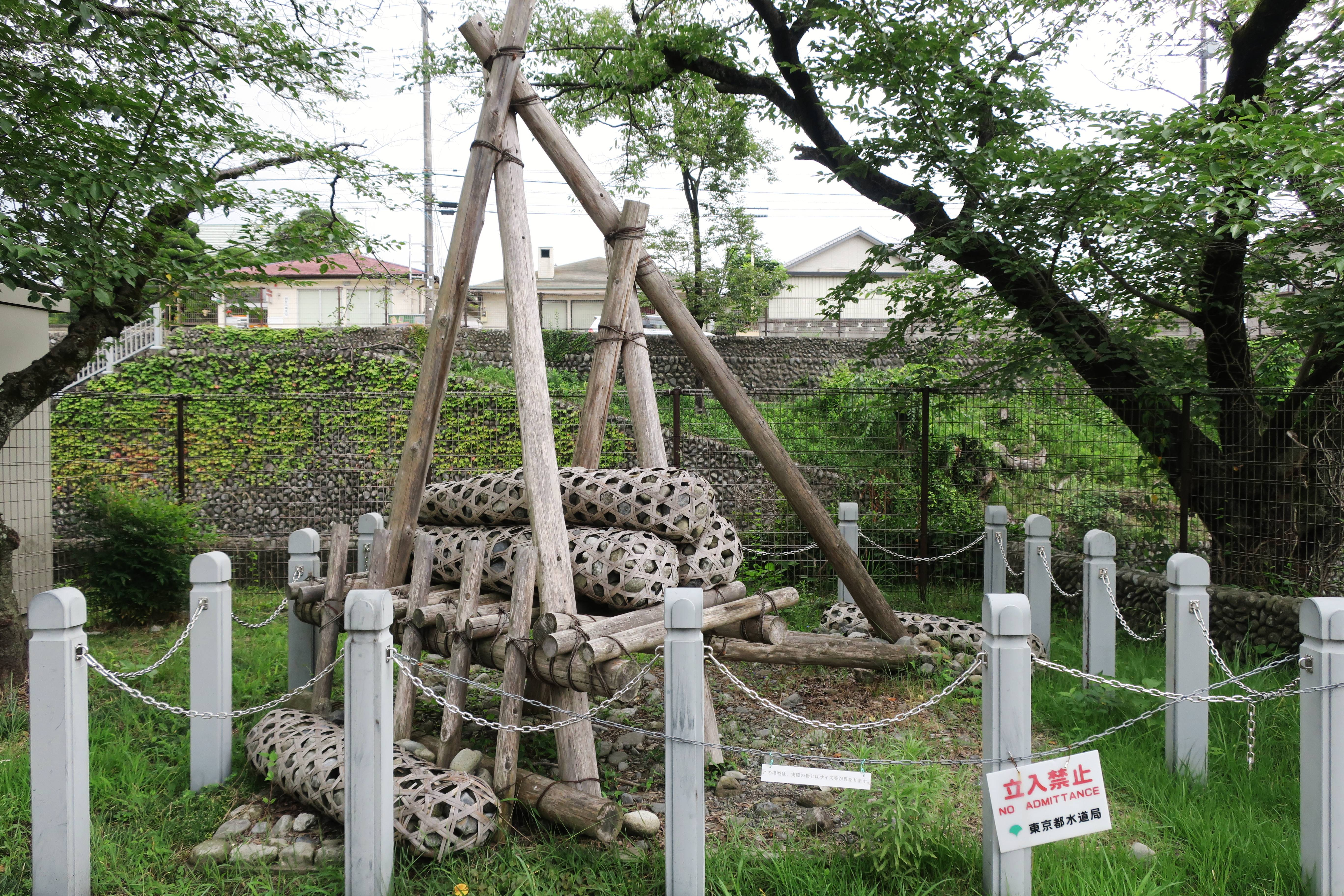
牛枠（川倉水制）の模型
（東京都羽村市羽村取水堰）

- 捨石工 - 根固部に大きな割石や玉石を投入する簡単な工法
- そだ沈床 - そだを束ねて格子状に組み、交点を結束して下格子を造る。その上に、そだを縦横3層に敷く、 さらに、上格子を乗せ上下格子を結束する。その上に杭木を打ち柵をかき、中に割石、礫等を詰めて沈める[13]
- そだ単床 - そだ沈床を簡単にしたもの
- 木工沈床 - 松、杉丸太を組み、井桁のようにして数層重ね、底と蓋に丸太を並べ石を詰める
- 蛇篭工 - 前述と同じ
- 枠工 - 前述と同じ

牛枠は丸太を使用した水制工で三角錐形に丸太を組み合わせ蛇籠で沈設する。機能としては透過性水制工で水衡部に群で配置されると水流の激突緩和や導流効果が期待されまた、魚巣としても効果的であるといわれている。このような工法では流域の山林の間伐材を利用することにより地域への寄与も期待できる。
蛇籠も古くから利用された河川工法である。たわみ度が大きく粗度も大きいうえ作業が容易なためよく利用されるが、籠材が折損しやすく、耐久性に乏しいのが欠点である。そのため新材料を使って改良も進められている。蛇籠は空隙間が大きいので魚類の生息環境として良好であるが空隙の多様さからみると木工沈床のほうが優れている。

### 水制工
- 杭打水制 - 杭木を一定の間隔で打ち込む透過式の水制
- 沈床水制 - そだ沈床、木工沈床を利用した不透過型の水制
- 牛水制 - 丸太を角錐に組み蛇篭で沈設する透過型の水制[14][15][16]
- 枠水制 - 枠を利用した半透過型の水制
- 蛇篭水制 - 蛇篭を利用した半透過型の水制
- 護岸工 - 捨石工、木工沈床、枠工、篭工等が利用される

沈床水制のなかではケレップ水制は有名である。明治の初めにオランダ人によりもたらされた工法であるがそだ沈床のうえに直径30cm程度の玉石を張ったものでたわみに強く河床洗掘にもある程度対応できる。
形態が直線となるので景観としてはやや人工的になるが、やがて植生に覆われてくると自然環境と調和したものとなる生物の生息環境としても優れた工法である。